# 2-й корпус ППО (Третій Рейх)
2-й корпус ППО (нім. II. Flak-Korps) — корпус протиповітряної оборони Люфтваффе за часів Другої світової війни.

## Історія
II-й корпус ППО був сформований 3 жовтня 1939 у Франкфурті-на-Майні на основі 6-ї авіаційної дивізії.

## Райони бойових дій
- Німеччина (жовтень 1939 — травень 1940)
- Франція (травень 1940 — березень 1941)
- Німеччина (березень — червень 1941)
- СРСР (центральний напрямок) (червень 1941 — травень 1942)
- СРСР (центральний напрямок) (листопад 1943 — грудень 1944)
- Німеччина (грудень 1944 — травень 1945)

## Командування

### Командири
- Генерал-майор, з 19 липня 1940 генерал-лейтенант, з 1 січня 1942 генерал авіації Отто Десслох (нім. Otto Dessloch) (3 жовтня 1939 — 31 березня 1942)
- Генерал зенітних військ Іоб Одебрехт (нім. Job Odebrecht) (1 листопада 1943 — 8 травня 1945)

## Бойовий склад 2-го корпусу ППО
Формування управління, забезпечення та підтримки
- 102-й авіаційний полк зв'язку (Luftnachrichten Regiment 102);
- ІІ-е корпусне управління постачання (II. Korps Nachschubführer);
- авіаційна ескадрилья корпусу (Fliegerstaffel).

- 103-й зенітний полк (103. Flak Regiment);
- 201-й зенітний полк (201. Flak Regiment);
- 202-й зенітний полк (202. Flak Regiment).

- 6-й зенітний полк (6. Flak Regiment);
- 136-й зенітний полк (136. Flak Regiment);
- 201-й зенітний полк;
- 202-й зенітний полк.

- V-а зенітна бригада (V. Flak Brigade);
- VI-а зенітна бригада (VI. Flak Brigade)

- 6-й зенітний полк;
- Полк «Генерал Герінг» (Regiment General Göring).

- 12-та зенітна дивізія (12. Flak Division);
- 18-та зенітна дивізія (18. Flak Division);
- 10-та зенітна бригада (10. Flak Brigade).

- 12-та зенітна дивізія;
- 18-та зенітна дивізія;
- 23-тя зенітна дивізія (23. Flak Division).

- 12-та зенітна дивізія;
- 18-та зенітна дивізія;
- 23-тя зенітна дивізія;
- 10-та зенітна бригада;
- 11-та зенітна бригада (11. Flak Brigade).

- 12-та зенітна дивізія;
- 18-та зенітна дивізія;
- 23-тя зенітна дивізія;
- 27-ма зенітна дивізія (27. Flak Division);
- 16-та зенітна бригада (16. Flak Brigade);
- 97-й зенітний полк (97. Flak Regiment).

- 12-та зенітна дивізія;
- 15-та зенітна дивізія (15. Flak Division);
- 18-та зенітна дивізія;
- 23-тя зенітна дивізія;
- 27-ма зенітна дивізія.